# Гносеологізм
Гносеологі́зм у літературознавстві (грец. gnosis — пізнання, logos — вчення; гносеологія — теорія пізнання) — сукупність поглядів на літературу як форму пізнання об'єктивної дійсності.
Гносеологізм перебільшує питому вагу і роль пізнавальних елементів у художній літературі. Визнаючи специфіку мистецтва, в тому числі художньої літератури, представники гносеологізму не визнають особливого предмета мистецтва, а зводять специфіку до образної форми відображення дійсності. Ґрунтовну критику однобічного гносеологізму в «радянській естетиці» дав свого часу В. Іванов у книзі «Практика і естетична свідомість», але, попри це, прояви гносеологізму у сучасному літературознавстві зустрічаються дуже часто у формі таких тверджень, як «художнє пізнання», «поет пізнає суть зображених явищ», «література — форма суспільної свідомості» тощо.
Проблема критики гносеологізму має сенс у контексті літературознавства, яке спирається на теорії відображення і пізнання. Гносеологізм в естетиці і літературознавстві був відкинутий феноменологами на початку XX ст. (Роман Інгарден), відтак — структуралістами і постструктуралістами (Юлія Кристева, Р. Барт). Нові літературознавчі школи в Європі та Америці впливали на зміну трактування проблеми «дійсність — література» багатьма вченими в колишньому СРСР (Ю. Лотман, М. Поляков та інші).

## Джерело
- Літературознавчий словник-довідник за редакцією Р. Т. Гром'яка, Ю. І. Коваліва, В. І. Теремка. — К.: ВЦ «Академія», 2007